# 日里正義
日里 正義（ひざと まさよし、1976年7月29日 - ）は、埼玉県出身の元プロ野球選手（外野手）。

## 来歴・人物
春日部工業高校では投手。野球部では山崎弘也（アンタッチャブル）の1年後輩。2年夏は県大会準決勝まで進出するが、甲子園で準優勝する春日部共栄高相手に投げるもコールド負け（この時、山崎はスタンドで応援団だった）。
卒業後、佐藤工務店、全三郷クラブへと進む。社会人時代に会社の倒産という不幸に見舞われながら、家業を手伝い、クラブチームで練習を続けたという苦労人であった。
入団テストを経て、1997年のドラフト会議で日本ハムファイターズから6位指名を受け外野手として入団するも、2000年に戦力外通告を通知され、現役から引退する。3年間で一軍出場はなかった。
現役引退後は埼玉県で運送屋として勤務。2001年3月から2004年3月末まで、クラブチームのREVENGE99に所属していた。

## 人物
入団発表の記者質問では、最後に質問に答え「三冠王です」と答えた。
戦力外通告を受けてから約1か月後、コラムニストのえのきどいちろうが遊びでやっていたソフトボールの試合に訪れ、「僕なりの引退式のつもり」でプレーに加わったという。

## 詳細情報

### 年度別打撃成績
- 一軍公式戦出場なし

### 背番号
- 65 （1998年 - 2000年）